# François Marie Guillo du Bodan
Pour les articles homonymes, voir Guillo.
François Marie Guillo du Bodan est un homme politique français né le 7 février 1794 à Vannes (Morbihan) et décédé le 12 mai 1872 à Vannes.

## Biographie
Fils de Barthélémy Guillo du Bodan, député sous le Premier Empire, il est magistrat. Substitut à Vannes en 1816, procureur à Quimper en 1823, avocat général à Rennes en 1829, procureur général à Alger en 1843 puis à Rennes en 1845. Il est député du Morbihan de 1848 à 1849, siégeant à droite. Conseiller général en 1852, il est conseiller à la chambre criminelle de la cour de cassation de 1859 à 1869. Il est le père de Charles Guillo du Bodan, député du Morbihan.

## Sources
- « François Marie Guillo du Bodan », dans Adolphe Robert et Gaston Cougny, Dictionnaire des parlementaires français, Edgar Bourloton, 1889-1891 [détail de l’édition]
- Sa fiche sur le site de l'Assemblée nationale